# Женска рукометна репрезентација Италије
Женска рукометна репрезентација Италије у организацији Рукометног савеза Италије представља Италију у рукомету на свим значајнијим светским и континенталним такмичењима.

## Успеси репрезентације

### Наступи наОлимпијским играма
- До сада нису наступали на рукометном турниру на Олимпијским играма.

### Наступи наСветским првенствима
| Година        | Турнир        | Пласман   | ИГ | П | Н | И | ГД  | ГП  | ГР  |
| ------------- | ------------- | --------- | -- | - | - | - | --- | --- | --- |
| Италија 2001. | Осмина финала | 16. место | 6  | 2 | 0 | 4 | 128 | 146 | -18 |
| Укупно        | 1             | 16. место | 6  | 2 | 0 | 4 | 128 | 146 | -18 |

### Наступи наЕвропским првенствима
- До сада нису наступали на Европском првенству у рукомету за жене.